# Leslie Nielsen
Leslie William Nielsen (Regina, Saskatchewan, 1926. február 11. – Fort Lauderdale, Florida, 2010. november 28.) Emmy-díjra jelölt kanadai-amerikai színész, humorista.
A Csupasz pisztoly-trilógia Frank Drebin hadnagyaként vált ismertté, de ő játszotta Dr. Rumnyakot az Airplane! című filmben, Harris elnököt pedig a Horrorra akadva sorozat 3. és 4. részében. Noha a színész pályája során rengeteg műfajban megmutatta magát – mind filmekben, mind televíziós műsorokban –, a legismertebb alakításai vígjátékokhoz köthetők, elsősorban a Csupasz pisztoly sorozathoz.
Vígjátékaiban megformált karakterei látszólag esetlennek, szórakozottnak tűnnek, és mindehhez társulnak a filmjeit jellemző abszurd helyzetek (amelyek főleg a háttérben zajlanak).
Kezdő színészként játszotta komolyabb szerepeit. Főszerepet játszott az 1956-os Tiltott Bolygó című science fictionben, mellékszerepet pedig A Poszeidon katasztrófa című filmben, mint hajóskapitány. Ezután jó néhány évvel később fordult csak a vígjátékok felé. Az 1980-as Airplane!-ben „pléhpofájú” doktorként nyújtott alakítása nagyot lendített karrierjén. Egy neves filmkritikus Roger Ebert mondta róla: „A svindlik Olivier-je”.
Jellemző magyar szinkronhangjai Sinkovits Imre, Sinkó László és Sztankay István.

## Fiatalkora
A kanadai Reginában született Maybelle és Ingvard Nielsen fiaként, édesanyja walesi, míg édesapja dán származású, s még az óhazában született. A Csupasz pisztoly filmben walesi származására utalva említi Frank Drebinként Vincent Ludwignak (Ricardo Montalbán), hogy apja walesi. Két bátyja közül Erik Nielsen az 1980-as években Kanada miniszterelnök-helyettese volt, nagybátyja, Jean Hersholt pedig szintén híres színész volt a 20. század első felében. Leslie és családja sokáig Fort Normanban élt, ahova az édesapját kinevezték a Kanadai Királyi Lovascsendőrség élére. Miután Edmontonban elvégezte a Victoria Composite Egyetemet, belépett a Kanadai Légierőbe, ahol egy évig szolgált a második világháború alatt (noha harcba nem küldték). Amikor leszerelt, munkát talált, lemezlovasként dolgozott a calgaryi rádiónál, majd úgy döntött, jelentkezik a Lorne Greene Rádió Művészeti Akadémiára, Torontóba. Húszas éveiben New Yorkban élt, ösztöndíjat kapott a Neighborhood Playhouse-ba. Zenét és színészetet tanult, és fellépett nyári szabadtéri színházakban. Első televíziós szereplése 1948-ban, a Studio One egyik epizódjában volt.

## Karrierje

### A kezdetek

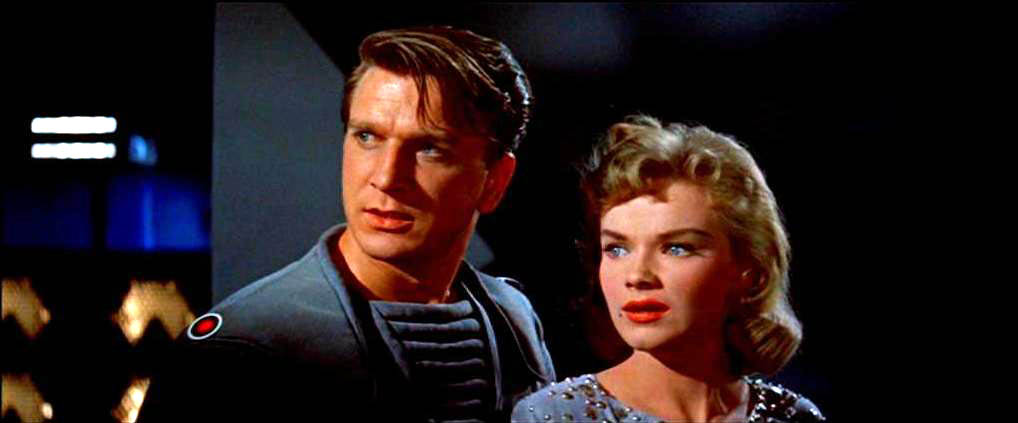
Leslie Nielsen és Anne Francis a Tiltott Bolygó egyik jelenetében

Karrierje drámai szerepekkel indult, számos szerepben próbálta ki magát: mint orvos, ügyvéd vagy épp rendőr. Egyedül az 1950-es évben 50 különféle alakításban tűnt fel. Nielsen az akkori fizetéséről ezt mondta: „Nagyon kevés aranyat termett ez az időszak, 75-100 dollárt kaptunk műsoronként.” Különleges hangja miatt számos dokumentumfilm és reklám narrátora lett. Maréknyi kivételtől eltekintve, dramatikus korszaka meglehetősen csendesen telt.
Nem sokkal később, 1954-ben Hollywoodba költözött, szerződést kötött a Paramounttal, és jelentkezett a Tiltott Bolygó című film (1956) szerepválogatásra, John J. Adams parancsnok szerepére. A science-fiction jó kritikákat kapott, és nagy nézettséget hozott. A Shakespeare A vihar komédiája ihlette film további főszereplői Anne Francis és Walter Pidgeon. Debbie Reynolds szerelmét alakította a Tammy-filmek első részében, a Tammy and the Bachelorban (Tammy és az agglegény, 1952), Harrison kapitányt A Poszeidon katasztrófában (1972), valamint feltűnt a M*A*S*H televíziós sorozat Ringbanger című epizódjában. Még egy Gyilkos Sorok-epizódban is szerepelt.
Saját állítása szerint több mint 1500 televíziós műsorban szerepelt. Fiatal színészként fellépett az Alfred Hitchcock bemutatja…, és a két western témájú, The Virginian (Virginiai férfi) és a Wild Wild West című sorozatokban. Első televíziós főszerepében az amerikai függetlenségi háború hősét, Francis Mariont alakította a Walt Disney által rendezett The Swamp Fox (A mocsári róka) televíziós sorozatban. Érdekesség, hogy a főcímdalt is maga Leslie Nielsen énekelte. 1961-ben szerepelt a Los Angelesben játszódó rendőr dráma sorozatban, a The New Breedben (Az Új Nemzedék). 1968-ban a főszereplőt, egy pilótát alakított a népszerű rendőrsorozatban, a Hawaii Five-O-ban. Rendőrként tűnt fel, szintén főszerepben, a The Bold Ones: The Protectorsban (1969). Az 1977-es Project: Kill című, William Gilder rendezte akciófilmben is, Jonathan Trevor megformálásában.

### Az Airplane! és a Csupasz pisztoly
Nielsen áttörését a vígjátékok felé nagyban elősegítette az 1980-as Airplane!, a Zero Hour! című film paródiája. Egy orvost alakít, aki a repülő személyzetét sújtó ételmérgezés ellen veszi fel a harcot. A pléhpofájú előadásmódja áll szemben az őt körülövező abszurd helyzettel. Az Amerikai Filmakadémia szerint a film egyike minden idők 10 legjobb vígjátékának. A kritikusok dicsérték a filmet, amit a közönség is igazolt. Amikor a film rendezői, Jim Abrahams, David Zucker és Jerry Zucker őt választották ki a szerepre, megfelelőnek tartották, hogy eljátsszon egy úgymond „hal a vízben”-t. Igazi egyéniségeket akartak a vígjátékba csempészni.
A rendezők új vígjátékukon felbuzdulva elhatározták, hogy átviszik a „bohózat sok ütleggel” stílust a televízióba is. Nielsent kérték fel a Nagyon különleges Ügyosztály filmsorozat főszerepére. A sorozatban tűnt fel először, Frank Drebin alakjában. A sztereotipikus rendőr karakterét a későbbi detektívsorozatok is átvették.
A sorozat nyitójelenetének ötletéül az 1950-es évek koprodukciós showja, a M Squad szolgált, amelyben egy rendőrautó nézőpontjából láthatjuk, amint az a sötét városi utcán halad, a háttérben dzsessz-zene hallatszik. A hangalámondás és a filmbe épített epilógus tisztelgés volt a Quinn Martin-féle klasszikus rendőrdrámák felé, beleértve a The Fugitive, a Barnaby Jones, a The F.B.I., és a Cannon című sorozatokat. Ahogy az Airplane!-ben dr. Rumack, Drebin egy komoly karakternek látszik, ám a következő pillanatban már hasra esik, vagy bármi módon nevetségessé teszi magát. A sorozatot ugyan a kritikusok nem jutalmazták díjjal, Nielsent Emmy-díjra jelölték a Legjobb főszereplő kategóriában, vígjátéksorozatban nyújtott alakításáért. Az Airplane! kivételével sokáig nem mutatkozott a humor oldalán, csak kisebb szerepei voltak, például két horrorfilmben, a Prom Nightban és A rémmesék könyvében (Creepshow). Különlegességnek számít, hogy Nielsen cameoszerepben is feltűnt mint Allen Green, akit a Barbra Streisand megformálta Claudia Draper gyilkol meg Martin Ritt Call girl ötszázért című drámájában.
Hat évvel a Nagyon különleges ügyosztály befejezése után a rendező úgy döntött, készít egy egész estés filmet a történetből. A film címe Csupasz Pisztoly – A nagyon különleges ügyosztály aktáiból (The Naked Gun: From the Files of Police Squad!) címet viselte, és Nielsen újra feltűnt Frank Drebin hadnagy szerepében. A történet szerint merényletet készülnek elkövetni II. Erzsébet brit királynő ellen, egy hipnotizált baseballjátékos segítségével. Drebin, ahogy a doktor az Airplane!-ben, nincs tudatában, hogy ő az abszurd helyzetek fő okozója. A filmet mind a kritikusok, mind a közönség nagy elismeréssel fogadták, majd két folytatás is követte, a Csupasz Pisztoly 2 és 1/2 – A félelem szaga (1991) és a Csupasz Pisztoly 33 és 1/3 – Az utolsó merénylet (1994).

### Későbbi vígjátékok
Nielsen kipróbálta magát különböző szerepekben, amelyek sosem érték el Frank Drebin sikerét. Több film is készült a Csupasz pisztoly trilógia stílusában, változó kritikai és közönségsikerrel. Akadtak filmek, melyeket a kritikusok nem kíméltek szegényes teljesítményük miatt.
Mivel a Csupasz pisztoly sorozat egy rendőrdráma-paródia, Nielsen a későbbiekben is filmparódiákra koncentrált. Rossz kritikát kapott a Bújj, bújj, ördög! (Repossessed), a Csupasz pisztoly a (z)űrben (2001: Space Travesty), amelyek az Az ördögűző és a 2001: Űrodüsszeia (2001: A Space Odyssey) filmek paródiái. Ugyancsak éles kritikával illették az elsősorban a fiatalabb korosztálynak szánt Szörfös nindzsák és Mr. Magoo című filmeket.
Hosszú idő után a Horrorra akadva 3. volt az első, a kritika által is pozitívan értékelt szerepe, melyet további két folytatásban való szereplése követett.

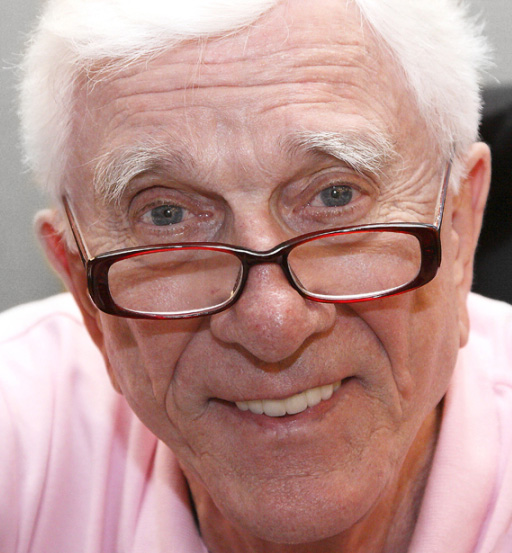
Leslie Nielsen 2008 októberében

### Utolsó évei
Nielsen még nyolcvanas éveiben is aktív színész volt. Darrow című egyszemélyes színházi fellépése volt, de emellett számos tévéreklámban felbukkant mint szereplő vagy éppen narrátor. 2007-ben a Discovery Channel műsorában, a Doktorológia Leslie Nielsen módra című tudományos műsorban vállalt kisebb szerepet. Még halála előtt is dolgozott: utolsó szerepe a Spanish Movie című, a latin-amerikai filmeket kifigurázó vígjátékban volt, a The Waterman Movie című animációs filmhez pedig a hangját kölcsönözte, amikor meghalt.

## Alakításai
Élete során több mint 220 karaktert formált meg, több mint 100 filmben, és körülbelül 1500-szor szerepelt tévéműsorokban. Az alábbi példák televíziós és filmes karrierjének leghíresebb alakításai.

### Dr. Rumack
Nielsen 1980-ban az Airplane! c. filmben alakította dr. Rumacket, akinek megformálása mérföldkőnek számított színészi pályafutásában.

### Frank Drebin hadnagy
Elsőként a Nagyon Különleges Ügyosztály című tévésorozatban bukkant fel a kétbalkezes rendőr hadnagy figurája, aki saját cselekedeteivel kerül viccesebbnél viccesebb szituációkba, amelyekben rendszerint nagy károkat okoz, de végül mégis mindig eléri a célját, és sikerrel jár. Küldetései során állandó bajtársai Ed Hocken rendőrkapitány (aki általában csak szörnyülködő szemtanúja Drebin hadnagy csetlés-botlásainak) és Nordberg (aki viszont jellemzően Frank cselekedeteinek áldozata).

### Harris elnök
2003-ban játszotta el először a kitalált Harris elnököt, a Horrorra akadva sorozat 3. részében, ami a Horrorra akadva filmek közül az eddigi legnagyobb nézettséget hozta. Bár itt nem főszerepben tűnt fel, mégis a film iránti kiemelt érdeklődést az ő jelenléte okozta, emiatt a rendező felkérte őt a film 4. részében való szereplésre is. A 3. film volt az első, amit a szériából David Zucker rendezett, aki a ZAZ rendezői csoport tagja. Nielsen már korábban is dolgozott együtt velük más filmekben, mint a The Kentucky Fried Movie (amiben cameoszerepben tűnt fel), az Airplane! vagy a Csupasz Pisztoly címűben.

## Magánélete

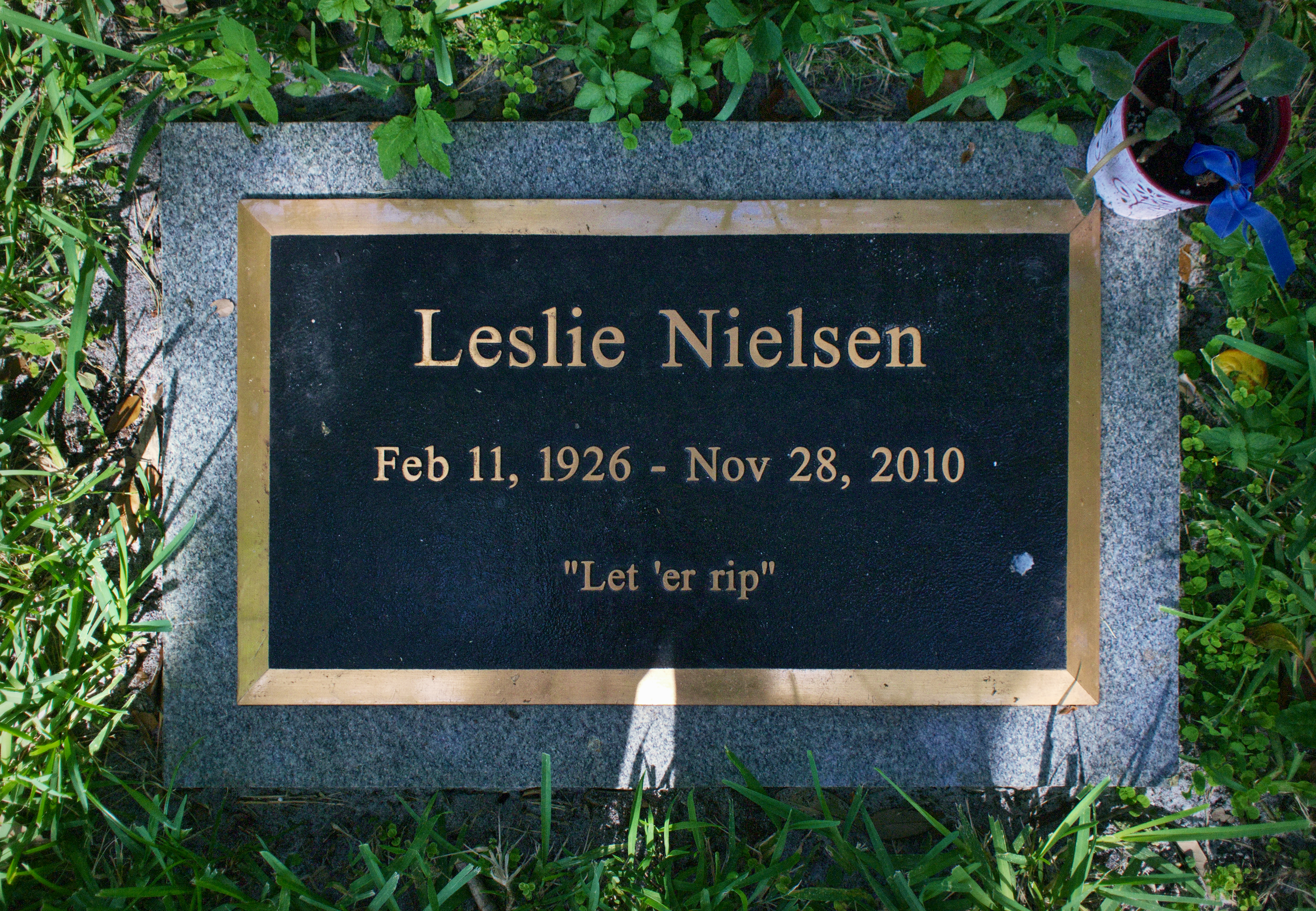
Leslie Nielsen sírfelirata

Nielsen négyszer nősült, első három felesége Monica Boyer (1950–1956), Alisande Ulmann (1958–1973), és Brooks Oliver (1981–1983) voltak. 2001-ben vette el negyedik feleségét, Barbaree Earlt, akivel már 1983 óta alkottak párt. Két gyermeke született a második házasságából, Maura Nielsen Kaplan és Thea Nielsen Disney.
Leslie Nielsen nagy golfrajongó volt, szabadidejében szívesen űzte a sportot. Egy interjúban mondta ezzel kapcsolatban: „Én nem a rosszkedv ellen golfozom, hanem rosszul golfozom, és jól érzem magam.”
Több interjúban is elmondta, a korából kifolyólag akad néhány egészségi gondja, úgymint a hallásának romlása. Emiatt jelentkezett a Nemzetközi Jobb Hallásért Egyesületbe, amelynek az elnöke lett.

## Halála
A színészt 2010 novemberében vették fel a floridai Fort Lauderdale kórházba tüdőgyulladással. November 28-án unokaöccse, dr. Doug Nielsen jelentette be a CJOB rádióállomásnak, hogy a színész a keleti parti idő szerint (EST) délután 17:30 körül (magyar idő (CET) szerint: 23.30), álmában, családja és barátai körében elhunyt.

## Filmográfia

### Film
| Év   | Magyar cím                                    | Eredeti cím                                    | Szerep                                   | Magyar hang        | Rendező                |
| ---- | --------------------------------------------- | ---------------------------------------------- | ---------------------------------------- | ------------------ | ---------------------- |
| 1956 | Váltságdíj                                    | Ransom!                                        | Charlie Telfer                           |                    | Alex Segal             |
| 1956 | Tiltott bolygó                                | Forbidden Planet                               | John J. parancsnok                       |                    | Fred M. Wilcox         |
| 1956 |                                               | The Vagabond King                              | Thibault                                 |                    | Michael Curtiz         |
| 1956 | Az ellentétes nem                             | The Opposite Sex                               | Steve Hilliard                           |                    | David Miller           |
| 1957 | Forró nyári éj                                | Hot Summer Night                               | William Joel Partain                     |                    | David Friedkin         |
| 1957 |                                               | Tammy and the Bachelor                         | Peter Brent                              |                    | Joseph Pevney          |
| 1958 | A juhász                                      | The Sheepman                                   | Stephen Bedford ezredes / Johnny Bledsoe |                    | George Marshall        |
| 1964 |                                               | Night Train to Paris                           | Alan Holliday                            |                    | Robert Douglas         |
| 1965 |                                               | Dark Intruder                                  | Brett Kingsford                          |                    | Harvey Hart            |
| 1965 |                                               | Harlow                                         | Richard Manley                           |                    | Alex Segal             |
| 1966 | Buffalo Bill visszatér                        | The Plainsman                                  | George Armstrong Custer ezredes          |                    | David Lowell Rich      |
| 1966 |                                               | Beau Geste                                     | De Ruse hadnagy                          |                    | Douglas Heyes          |
| 1967 | Szelíd pisztoly                               | Gunfight In Abilene                            | Grant Evers                              |                    | William Hale           |
| 1967 | Botcsinálta űrhajós                           | The Reluctant Astronaut                        | Fred Gifford                             |                    | Edward J. Montagne Jr. |
| 1967 |                                               | Counterpoint                                   | Victor Rice                              |                    | Ralph Nelson           |
| 1967 |                                               | Rosie!                                         | Cabot Shaw                               |                    | David Lowell Rich      |
| 1967 |                                               | How to Steal the World                         | Maximilian Harmon generális              |                    | Sutton Roley           |
| 1968 |                                               | Dayton's Devil                                 | Frank Dayton                             |                    | Jack Shea              |
| 1969 |                                               | How to Commit Marriage                         | Phil Fletcher                            |                    | Norman Panama          |
| 1969 | Személyiségcsere                              | Change of Mind                                 | Webb sheriff                             | Somogyvári Rudolf  | Robert Stevens         |
| 1972 | A Poszeidon katasztrófa                       | The Poseidon Adventure                         | Harrison kapitány                        | Ujréti László      | Ronald Neame           |
| 1972 | A Poszeidon katasztrófa                       | The Poseidon Adventure                         | Harrison kapitány                        | Kárpáti Tibor      | Ronald Neame           |
| 1976 |                                               | Project Kill                                   | John Trevor                              |                    | William Girdler        |
| 1976 |                                               | Grand Jury                                     | John Williams                            |                    | Christopher Cain       |
| 1977 | Az állatok napja                              | Day of the Animals                             | Paul Jenson                              | Vass Gábor         | William Girdler        |
| 1977 | Az állatok napja                              | Day of the Animals                             | Paul Jenson                              | Várkonyi András    | William Girdler        |
| 1977 |                                               | Viva Knievel!                                  | Stanley Millard                          |                    | Gordon Douglas         |
| 1977 |                                               | Sixth and Main                                 | John Doe                                 |                    | Christopher Cain       |
| 1977 | Kentucky Fried mozi                           | The Kentucky Fried Movie                       | férfi a Feel-O-Rama filmből              |                    | John Landis            |
| 1977 |                                               | The Amsterdam Kill                             | Riley Knight                             |                    | Robert Clouse          |
| 1979 | Lángoló város                                 | City on Fire                                   | William Dudley őrnagy                    | Fülöp Zsigmond     | Alvin Rakoff           |
| 1980 | Airplane!                                     | Airplane!                                      | Dr. Rumnyak                              | Sinkovits Imre     | Jim Abrahams           |
| 1980 | Airplane!                                     | Airplane!                                      | Dr. Rumnyak                              | Sinkovits Imre     | Jerry Zucker           |
| 1980 | Airplane!                                     | Airplane!                                      | Dr. Rumnyak                              | Sinkovits Imre     | David Zucker           |
| 1980 | A szalagavató fantomja                        | Prom Night                                     | Mr. Raymond Hammond                      | Melis Gábor        | Paul Lynch             |
| 1981 |                                               | The Creature Wasn't Nice                       | Jamieson kapitány                        |                    | Bruce Kimmel           |
| 1982 | Gyilkos optika                                | Wrong is Right                                 | Mallory                                  | Szersén Gyula      | Richard Brooks         |
| 1982 | Creepshow – A rémmesék könyve                 | Creepshow                                      | Richard Vickers                          | Gruber Hugó        | George A. Romero       |
| 1983 | Lidércfény                                    | Foxfire Light                                  | Reece Morgan                             |                    | Allen Baron            |
| 1986 | Igaz hazafi                                   | The Patriot                                    | Frazer admirális                         | Makay Sándor       | Frank Harris           |
| 1986 | Fehér feketében                               | Soul Man                                       | Mr. Dunbar                               | Simon György       | Steve Miner            |
| 1986 | Fehér feketében                               | Soul Man                                       | Mr. Dunbar                               | Barbinek Péter     | Steve Miner            |
| 1987 | Aki másnak vermet ás                          | Home Is Where the Heart Is                     | Nashville Schwartz sheriff               | Kristóf Tibor      | Rex Bromfield          |
| 1987 | Call girl ötszázért                           | Nuts                                           | Allen Green                              | Perlaki István     | Martin Ritt            |
| 1988 | Veszélyes kanyarok                            | Dangerous Curves                               | Greg Krevske                             | Fülöp Zsigmond     | David Lewis            |
| 1988 | Csupasz pisztoly                              | The Naked Gun: From the Files of Police Squad! | Frank Drebin hadnagy                     | Sztankay István    | David Zucker           |
| 1990 | Bújj, bújj, ördög!                            | Repossessed                                    | Jebedaiah Mayii atya                     | Velenczey István   | Bob Logan              |
| 1991 | Csupasz pisztoly 2 és 1/2                     | The Naked Gun 2½: The Smell of Fear            | Frank Drebin hadnagy                     | Sztankay István    | David Zucker           |
| 1991 | Gézengúzok karácsonya                         | All I Want for Christmas                       | Mikulás                                  | Elekes Pál         | Robert Lieberman       |
| 1993 | Szörfös nindzsák                              | Surf Ninjas                                    | Chi ezredes                              | Kristóf Tibor      | Neal Israel            |
| 1993 | A bűvös sziget                                | Digger                                         | Arthur Evrensel                          | Kristóf Tibor      | Rob Turner             |
| 1994 | Csupasz pisztoly 33 1/3 – Az utolsó merénylet | Naked Gun 33⅓: The Final Insult                | Frank Drebin hadnagy                     | Sinkó László       | David Zucker           |
| 1994 | Pajzán kalandok Rómában                       | S.P.Q.R. 2000 e 1/2 anni fa                    | Lucio Cinico                             | Sztankay István    | Carlo Vanzina          |
| 1995 | Drakula halott és élvezi                      | Dracula: Dead and Loving It                    | Drakula                                  | Sinkovits Imre     | Mel Brooks             |
| 1996 | Drágám, add az életed!                        | Spy Hard                                       | Dick Döglesz, WC-00-s ügynök             | Gruber Hugó        | Rick Friedberg         |
| 1997 | Mr. Balhé                                     | Family Plan                                    | Harry Haber                              | Kristóf Tibor      | Fred Gerber            |
| 1997 | Mr. Magoo                                     | Mr. Magoo                                      | Mr. Magoo                                | Velenczey István   | Stanley Tong           |
| 1998 | Sziki-szökevény                               | Wrongfully Accused                             | Ryan Harrison                            | Sinkó László       | Pat Proft              |
| 1999 |                                               | Pirated: 3D Show (rövidfilm)                   | Lucky kapitány                           |                    | Keith Melton           |
| 2000 | Csupasz pisztoly a (z)űrben                   | 2001: A Space Travesty                         | Marshall Dix                             | Sinkó László       | Allan A. Goldstein     |
| 2001 | Kamuzsaru                                     | Camouflage                                     | Jack Potter                              | Barbinek Péter     | James Keach            |
| 2001 | Szánon nyert örökség                          | Kevin of the North                             | Clive Thornton                           | Sztankay István    | Bob Spiers             |
| 2002 | Négy pasi meg egy seprű                       | Men with Brooms                                | Gordon Cutter                            | Szokolay Ottó      | Paul Gross             |
| 2003 | Horrorra akadva 3.                            | Scary Movie 3                                  | Harris elnök                             | Sztankay István    | David Zucker           |
| 2004 | A diótörő és az Egérkirály                    | The Nutcracker and the Mouseking               | Egérkirály (angol hang)                  |                    | Tatjana Ilyina         |
| 2004 | A diótörő és az Egérkirály                    | The Nutcracker and the Mouseking               | Egérkirály (angol hang)                  | Michael G. Johnson |                        |
| 2006 | Horrorra akadva 4.                            | Scary Movie 4                                  | Harris elnök                             | Sztankay István    | David Zucker           |
| 2007 |                                               | Music Within                                   | Bill Austin                              |                    | Steven Sawalich        |
| 2008 | Superhero Movie                               | Superhero Movie                                | Albert bácsi                             | Barbinek Péter     | Craig Mazin            |
| 2008 | Amerikai ének                                 | An American Carol                              | Nagypapa / Osama Bin Nielsen             | Szokolay Ottó      | David Zucker           |
| 2008 | Jégtörők 3. – Az ifi bajnokság                | Slap Shot 3: The Junior League                 | Charlestown polgármestere                | Gruber Hugó        | Rixhard Martin         |
| 2009 | Nincs Helsing – Rémes film                    | Stan Helsing                                   | Kay                                      | Szersén Gyula      | Bo Zenga               |
| 2009 |                                               | Spanish Movie                                  | Doktor                                   |                    | Javier Ruiz Caldera    |
| 2011 |                                               | Stonerville                                    | Producer                                 |                    | Bill Corcoran          |

### Televízió

#### Tévéfilmek
| Év   | Magyar cím                             | Eredeti cím                                | Szerep                             | Magyar hang   |
| ---- | -------------------------------------- | ------------------------------------------ | ---------------------------------- | ------------- |
| 1953 |                                        | Skipper of the Skies                       | ismeretlen szerep                  |               |
| 1964 |                                        | See How They Run                           | Elliott Green                      |               |
| 1967 |                                        | Code Name: Heraclitus                      | Fryer                              |               |
| 1968 |                                        | Shadow Over Elveron                        | Verne Drover seriff                |               |
| 1968 |                                        | Companions in Nightmare                    | Dr. Neesden                        |               |
| 1969 |                                        | Trial Run                                  | Jason Harkness                     |               |
| 1970 |                                        | Night Slaves                               | Henshaw seriff                     |               |
| 1970 |                                        | The Aquarians                              | hivatalnok                         |               |
| 1970 |                                        | Hauser's Memory                            | Joseph Slaughter                   |               |
| 1971 |                                        | Incident in San Francisco                  | Brubaker hadnagy                   |               |
| 1971 |                                        | They Call It Murder                        | Frank Antrim                       |               |
| 1972 |                                        | The Return of Charlie Chan                 | Alexander Hadrachi                 |               |
| 1973 |                                        | Snatched                                   | Bill Sutter                        |               |
| 1973 | Levelek                                | The Letters                                | Derek Childs                       |               |
| 1973 |                                        | Amanda Fallon                              | Mr. Cummings                       |               |
| 1973 |                                        | ...And Millions Die!                       | Jack Gallagher                     |               |
| 1974 |                                        | Can Ellen Be Saved?                        | Arnold Lindsey                     |               |
| 1976 | Brinks: A nagy bankrablás              | Brink's: The Great Robbery                 | Norman Houston ügynök              |               |
| 1978 |                                        | Little Mo                                  | Nelson Fisher                      |               |
| 1978 |                                        | The Dawson Patrol                          | narrátor                           |               |
| 1979 |                                        | Institute for Revenge                      | Hollis Barnes tanácsadó            |               |
| 1979 |                                        | Riel                                       | Crozier őrnagy                     |               |
| 1980 |                                        | OHMS'                                      | kormányzó                          |               |
| 1980 |                                        | The Night the Bridge Fell Down             | Paul Warren                        |               |
| 1983 | Omlásveszély                           | Cave-In!                                   | Joe Johnson                        |               |
| 1985 | A nagy per                             | Reckless Disregard                         | Bob Franklin                       |               |
| 1985 |                                        | Blade in Hong Kong                         | Harry Ingersoll                    |               |
| 1985 |                                        | Striker's Mountain                         | Jim McKay                          |               |
| 1987 | Éjszakai hajsza                        | Nightstick                                 | Thad Evans                         | Kristóf Tibor |
| 1987 | Dowling atya nyomoz – Sorsdöntő gyónás | Fatal Confession: A Father Dowling Mystery | Erdain szenátor                    | Tolnai Miklós |
| 1987 | Dowling atya nyomoz – Sorsdöntő gyónás | Fatal Confession: A Father Dowling Mystery | Erdain szenátor                    | Pathó István  |
| 1989 |                                        | The Railway Dragon                         | narrátor (hangja)                  |               |
| 1991 |                                        | Krofft Late Night                          | Leslie Peters / Dan Peters ezredes |               |
| 1991 | Esély az életre                        | Chance of a Lifetime                       | Lloyd Dixon                        | Kristóf Tibor |
| 1995 | Kölcsöngyerek visszajár                | Rent-a-Kid                                 | Harry Haber                        | Szersén Gyula |
| 1995 | Mr. Willowby karácsonyfája             | Mr. Willowby's Christmas Tree              | Baxter                             |               |
| 1996 |                                        | Harvey                                     | Dr. Chumley                        |               |
| 2000 | Ki a télapó?                           | Santa Who?                                 | Télapó                             | Szersén Gyula |
| 2003 |                                        | Noël Noël                                  | angol narrátor                     |               |
| 2007 |                                        | Lipshitz Saves the World                   | Leslie Nielsen                     |               |

#### Sorozatok (válogatás)
| Év        | Magyar cím                   | Eredeti cím                   | Szerep                                        | Megjegyzések                                                                   |
| --------- | ---------------------------- | ----------------------------- | --------------------------------------------- | ------------------------------------------------------------------------------ |
| 1958–1961 | Alfred Hitchcock bemutatja   | Alfred Hitchcock Presents     | Lloyd Ashley / Rudolph Cox kerültei ügyész    | 2 epizód                                                                       |
| 1959      |                              | Disneyland                    | narrátor / Francis Marion ezredes             | 9 epizód                                                                       |
| 1959–1961 |                              | The New Breed                 | Price Adams hadnagy                           | 36 epizód                                                                      |
| 1964      |                              | The Alfred Hitchcock Hour     | Steven Grainger                               | 1 epizód                                                                       |
| 1964–1969 |                              | The Virginian                 | több szerep                                   | 5 epizód                                                                       |
| 1969–1970 |                              | The Bold Ones: The Protectors | Sam Danforth hadnagy / helyettes rendőrfőnök  | 7 epizód                                                                       |
| 1969–1974 | Hawaii Five-O                | Hawaii Five-O                 | Faraday ezredes / Brent                       | 3 epizód                                                                       |
| 1971–1975 | Columbo                      | Columbo                       | Peter Hamilton                                | - 1 epizód (A türelmetlen hölgy) - magyar hangja: - Izsóf Vilmos - Gruber Hugó |
| 1971–1975 | Columbo                      | Columbo                       | Geronimo / A. J. Henderson                    | - 1 epizód (Személycsere) - magyar hangja: - Kristóf Tibor - Grúber Hugó       |
| 1973      |                              | M*A*S*H*                      | Buzz Brighton ezredes                         | 1 epizód                                                                       |
| 1973–1974 | San Francisco utcáin         | The Streets of San Francisco  | több szerep                                   | 3 epizód                                                                       |
| 1974      | Kojak                        | Kojak                         | Michael Hagar                                 | 1 epizód                                                                       |
| 1975      | Kung Fu                      | Kung Fu                       | Vincent Corbino                               | 4 epizód                                                                       |
| 1977–1979 | Szerelemhajó                 | Love Boat                     | Russ Blanchard / Dan Michaels / Hank Hardaway | 3 epizód                                                                       |
| 1982      | Nagyon különleges ügyosztály | Police Squad!                 | Frank Drebin hadnagy                          | - 6 epizód - magyar hangja: - Sinkovits Imre                                   |
| 1985–1986 | Gyilkos sorok                | Murder, She Wrote             | Daniels kapitány / David Everett              | 2 epizód                                                                       |
| 1987–1988 | Ki a főnök?                  | Who's the Boss?               | Max Muldoon                                   | 2 epizód                                                                       |
| 1988      |                              | Day by Day                    | Jack Harper                                   | 1 epizód                                                                       |
| 1989      | Saturday Night Live          | Saturday Night Live           | önmaga                                        | 1 epizód                                                                       |
| 1992      | Öreglányok                   | The Golden Girls              | Lucas Hollingsworth                           | 1 epizód                                                                       |
| 1994      | Kisvárosi mesék              | Evening Shade                 | Stonewall                                     | 1 epizód                                                                       |
| 1994–1999 | Fraser és a farkas           | Due South                     | Buck Frobisher őrmester                       | 4 epizód                                                                       |
| 2001–2003 |                              | Liocracy                      | Terrence Brynne McKennie                      | 2 epizód                                                                       |
| 2004–2005 |                              | Zeroman                       | Les Mutton / Zeroman (hangja)                 | 13 epizód                                                                      |
| 2007      |                              | Doctor*Ology                  | önmaga / házigazda                            |                                                                                |

### Rövidfilmek
- 1993: Bad Golf Made Easier
- 1994: Bad Golf My Way
- 1997: Stupid Little Golf Video
- 1997: National Geographic Video: The Savage Garden

## Írások
- 1993: A meztelen valóság

## Fordítás
- Ez a szócikk részben vagy egészben  a   Leslie Nielsen című angol Wikipédia-szócikk fordításán alapul.  Az eredeti cikk szerkesztőit annak laptörténete sorolja fel. Ez a jelzés csupán a megfogalmazás eredetét és a szerzői jogokat jelzi, nem szolgál a cikkben szereplő információk forrásmegjelöléseként.